# 1908年夏季奥林匹克运动会
第四届夏季奥林匹克运动会（英語：the Games of the IV Olympiad），一般稱為1908倫敦奧運，於1908年4月27日至1908年10月31日在英國倫敦舉行。本届奥运会赛程共持187天，为6个月又4天，成为奥运会历史上最长的一届奥林匹克运动会。

## 背景
倫敦市只用了一年時間去籌備，原因是原本被安排主辦該屆奧運的城市羅馬，在意大利政府於1906年宣佈該國因為飽受多次地震和火山爆發災害後，財困無法籌備奧運，便改由倫敦主辦。當年由於賽事規劃經驗不足，加上倫敦同年主辦世界博覽會，主辦當局不能將各項賽事集中一段時間舉行（防止場地在同一時間一同使用），以致這一屆的夏季奧運會歷時長達6個月，亦是歷史上舉辦時間最長的現代奧運會。

## 焦點
- 自該屆奧運起，參予開幕典禮的各個國家運動員為自己國家穿著統一服飾，成為一個約定。
- 在入場儀式中，當美國代表團舉旗經過主席台時，愛爾蘭裔美國旗手拉爾夫·羅斯拒絕向英王壓旗致敬，大搖大擺地高舉美國國旗在愛德華七世面前走去，事後美國解釋：「美國的國旗不會為了任何人間的國王下降。」引起了英國人對美國人的惡意
- 承上事，英國觀眾為了報復，當美國選手出場時，全場鴉雀無聲。而當美國以外的選手出場時，在場的英國觀眾都以熱烈的掌聲歡迎。由於偏向實在太過明顯，連時任總統美國總統西奧多·羅斯福都發出了抗議。
- 瑞典因為主辦當局未有在開幕典禮場地掛起該國的國旗（儘管英國多次解釋是工作人員的失誤）而拒絕進場。在外面圍觀了整場入場儀式。
- 芬蘭代表隊拒絕進場，因為他們認為要芬蘭運動員持著沙俄的國旗進場（因為當時芬蘭為沙俄領土一部份），對他們來說是一個恥辱。
- 在射箭項目中，英國奧委會用非常複雜的規則和英制為計量單位，將習慣用公制的法國選手弄得一頭霧水，最後導致射箭強國法國止步預賽，英國包攬所有冠軍。
- 奧斯曼帝國選手阿萊科·穆洛斯本來要參加的是鉛球項目，但幫他報名的人卻將比賽項目填了體操，當一臉鬍子的穆洛斯出現在比賽場地時，全場數萬名觀眾哄堂大笑，穆洛斯尷尬得掩面而去，直接退賽。
- 在這場奧運會的馬拉松項目中，意大利選手多兰多·彼得里以2小時54分46秒完成比賽，但他由於在比賽最後幾百米倒下，被英國裁判扶着衝過終點。美國選手约翰尼·海斯發出抗議，但英國觀眾認為彼得里瀕死衝過終點，是「奧運精神」，而當海斯抗議時，在場7萬名英國觀眾聲嘶力竭地怒罵美國人，甚至向在場的美國人扔雜物。如果不是警察阻止，英國觀眾差點上去毆打海斯。而海斯為了抗議，他坐在跑道上。他囂張的姿勢更加激怒了英國觀眾和體育場的工作人員，他們未經允許直接升起意大利國旗。甚至傳出「彼得里死了」的謠言。最終經過激烈的討論後，裁判們取消了彼得里的成績，將黑板上他的成績刪除。
- 因應使英國皇室成員可以欣賞馬拉松比賽，該屆的馬拉松比賽起點設於英國皇家育嬰室窗外，終點則設於白城（White City）運動場內。賽道全長42.195公里，此後的奧運馬拉松賽事均設下此賽程長度為規範。
- 本屆奧運會首次舉辦馬球競賽。
- 本屆奧運會的金牌直徑（3.8公分）為奧運史上最小，然而是純金質金牌（重21克）。

## 比赛项目
| - 射箭 - 田径 - 拳击 - 击剑 - 足球 - 体操 - 射击 - 自行车 - 曲棍球 |  | - 帆船 - 赛艇 - 网球 - 摔跤 - 马球 - 拔河 - 橄榄球 - 长曲棍球 |  | - 水上运动 - 跳水 - 游泳 - 水球 - 汽艇 - Rackets - 室内网球 - 花样滑冰 |

## 参赛国家及地区

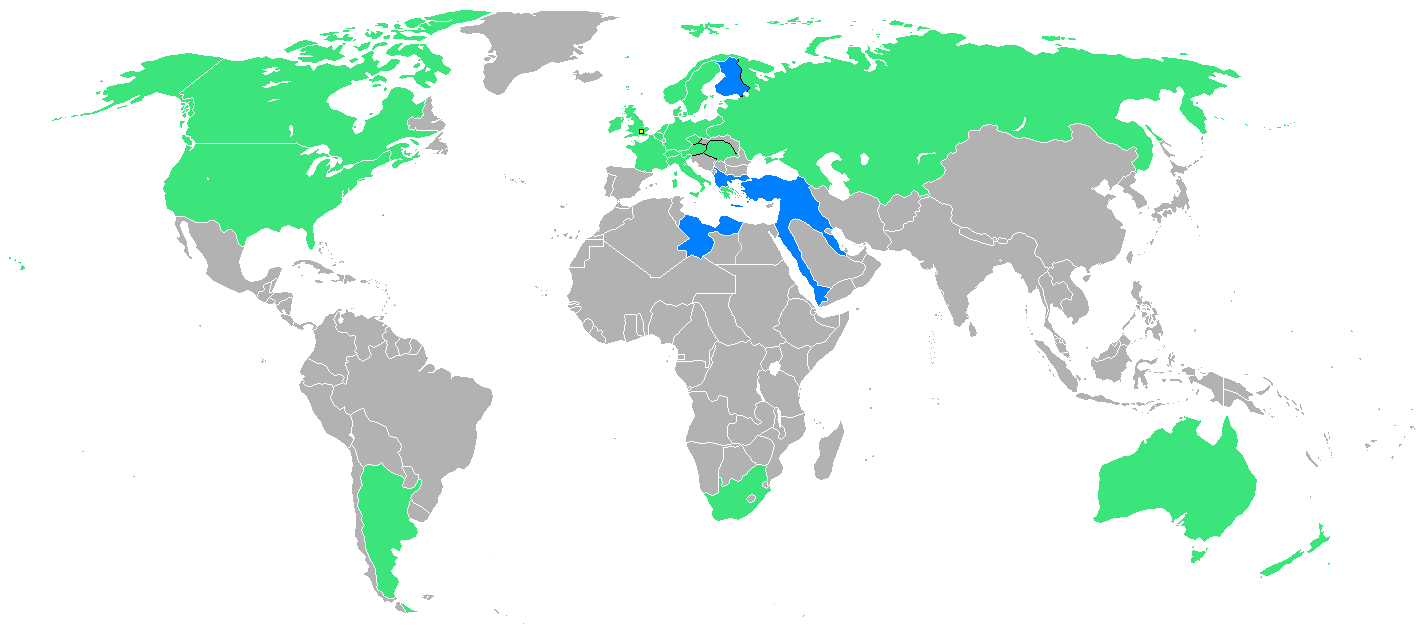
参赛国家及地区分布

本届奥运会有22个国家报名参加。其中芬兰、土耳其、新西兰（作为澳大拉西亚的一部分）是首次参加奥运会。
| - 希腊 - 阿根廷 - 澳大拉西亚 - 比利时 - 波希米亚 - 加拿大 - 丹麦 - 芬兰 - 法国 - 德国 - 匈牙利 | - 意大利 - 荷兰 - 挪威 - 俄罗斯帝国 - 南非 - 瑞典 - 瑞士 - 土耳其 - 美国 - 英国（東道主） |

## 奖牌榜
| 排名 | 国家／地区 | 金牌 | 银牌 | 铜牌 | 總數 |
| ---- | ---------- | ---- | ---- | ---- | ---- |
| 1    | 英国       | 56   | 51   | 38   | 145  |
| 2    | 美国       | 23   | 12   | 12   | 47   |
| 3    | 瑞典       | 8    | 6    | 11   | 25   |
| 4    | 法国       | 5    | 5    | 9    | 19   |
| 5    | 德国       | 3    | 5    | 6    | 14   |
| 6    | 匈牙利     | 3    | 4    | 2    | 9    |
| 7    | 加拿大     | 3    | 3    | 10   | 16   |
| 8    | 挪威       | 2    | 3    | 3    | 8    |
| 9    | 意大利     | 2    | 2    | 0    | 4    |
| 10   | 比利时     | 1    | 5    | 2    | 8    |

## 外部連結
- 國際奧委會關於1908年倫敦奧運會的資料
- 中国奥委会有关第四届奥运会的资料

| 前任者： 圣路易斯 | 夏季奧林匹克運動會 第4届： 伦敦奥运会 1908年 | 繼任者： 斯德哥尔摩 |